# Ischyrolepis longiaristata
Ischyrolepis longiaristata là một loài thực vật có hoa trong họ Restionaceae. Loài này được Pillans ex H.P.Linder mô tả khoa học đầu tiên năm 1985.